# DOS-parancsok listája
Az itt felsorolt összes parancs csak a DOS rendszerrel működő számítógépeken használható, MS-DOS 6.22-es verziójáig. A Windows 95, a 7.0, míg a Windows 98, a 7.1-es DOS-t, a Windows Me a 8.0-t használja, így néhány parancs az itt felsoroltak közül nem működik, mert a Windowsban egyes parancsok feleslegessé váltak, vagy másként oldották meg.
A parancsok megjelenítése a HELP szó beírásával, egyes parancsok használatának leírása a parancsnevek és a /help kapcsoló használatával lehetséges.

## Parancsok

### APPEND
A megadott mappában tárolt fájlokat úgy nyithatjuk meg segítségével, mintha az aktuális mappában lennének. Ha nem adunk meg semmilyen paramétert, akkor a hozzáfűzött könyvtárlistát listázza.
- Használata:

APPEND [;] [meghajtó:][út]fájlnév[;…] [/X:{ON|OFF}] [/PATH:{ON|OFF}] [/E]
- Paraméterek:

; Törli a hozzáfűzött mappalistát.
/X: Jelzi, hogy keressen-e hozzáfűzött mappalistát egy adott program.
Az attribútum az alábbiak egyike:
ON Az adott program keresi a hozzáfűzött mappalistát. A /X:ON rövidíthető a /X formában.
OFF Az adott program nem keresi a hozzáfűzött mappalistát.
/PATH: Jelzi, hogy keressen-e a hozzáfűzött mappalistában, ha a keresett állomány nevével együtt az elérési út is meg van adva.
Az attribútum az alábbiak egyike:
ON Az adott program keres a hozzáfűzött mappalistában is (alapértelmezett).
OFF Az adott program nem keres a hozzáfűzött mappalistában is.
/E A hozzáfűzött mappalistát hozzárendeli az APPEND nevű környezeti változóhoz. Csak a rendszerindítást követő első használatkor működik és nem használható együtt a mappalista megadásával.
Több mappa megadása esetén pontosvesszővel kell elválasztani a mappák elérési útjait. Újonnan megadott mappalista felülírja a már érvényben lévő, korábban megadott mappalistát.
Ha az aktuális mappában is, valamint a hozzáfűzött mappalistában is szerepel ugyanolyan nevű állomány, akkor a programok az aktuális mappában lévő állományt nyitják meg.
Ha egy fájlt a hozzáfűzött mappalistából nyitunk meg, majd módosítjuk, a mentett állomány az aktuális mappába kerül, nem a hozzáfűzött mappába.
 példa:
APPEND ; – törli az aktív hozzáfűzött mappalistát
APPEND c:\level;d:\jelentes – hozzáfűzi a c:\level;d:\jelentes mappákat az aktuális mappához

### ATTRIB
A fájlok attribútumainak beállítása vagy megjelenítése. Alapértelmezésben megjeleníti a jelenlegi könyvtárban található összes fájl attribútumait.
- Használata:

ATTRIB [+R|-R] [+A|-A] [+S|-S] [+H|-H] meghajtó:[út]fájlnév] [/S]
- Paraméterek:

+ Attribútum beállítása.
- Attribútum törlése.
Az attribútum lehet:
R Írásvédett (read only) fájlattribútum.
A Archív (archive) fájlattribútum.
S Rendszer (system) fájlattribútum.
H Rejtett (hidden) fájlattribútum.
/S A megadott útvonal minden alkönyvtárában módosítja a fájlokat.
- Példa:
- Lekérdezi a fájlok attribútumait:

attrib *.txt
attrib +r emberek.txt
- Leveszi az "r" attribútumot:

attrib -r emberek.txt

### BREAK
Ezzel a paranccsal lehet beállítani azt, hogy figyelje a CTRL+C billentyűkombináció használatát. (A config.sys fájlban kell használni)

### CD vagy CHDIR
Az aktuális könyvtár megváltoztatása.
- Használata:

CD könyvtár Belépés a megadott könyvtárba
CD.. Visszalépés egy könyvtárral
CD\ Visszalépés a gyökérkönyvtárba

### CHCP
Az aktív kódlap kiíratása a képernyőre vagy megváltoztatása.
- Használata:

CHCP [kódlap száma]
 példa:
CHCP – így az aktív kódlap jelenik meg
CHCP 852 – így állítható be egy megadott kódlap (ebben az esetben az ékezetes karaktereket is tartalmazó IBM 852-es kódlap). Kódlap beállítása csak akkor lehetséges, ha az NLSFUNC.EXE telepítve van és el is van indítva.

### CHKDSK
Ellenőrzi a lemez méretét, a foglalt és szabad helyet, memóriát stb. (csak a Windowsban lévő 'scandisk.exe'-t használd)
Használata: DOS alatt
CHKDSK [meghajtó:][[útvonal]fájlnév] [/F] [/V][meghajtó:][útvonal] Az ellenőrizendő meghajtó és könyvtár megadása
fájlnév              Az ellenőrizni kívánt fájl(ok) megadása
/F                   A lemez hibáinak kijavítása
/V                   A fájlok teljes elérési útjának és nevének megjelenítése
Az aktuális lemez ellenőrzéséhez írd be a CHKDSK parancsot paraméterek nélkül.
A CHKDSK helyett próbáld meg a SCANDISK használatát. A SCANDISK megbízhatóan érzékeli és javítja a lemezhibák széles tartományát.

### CHOICE
Parancsfájlokban – üzenet és válasz.
CHOICE [/C[:]választék] [/N] [/S] [/T[:]c,nn] [szöveg]
/C[:]választék Az engedélyezhető billentyűket adja meg. Az alapértelmezés IN
/N             A prompt karakterlánc végén nem jeleníti meg a választékot és a kérdőjelet (?).
/S             Kis- és nagybetűk megkülönböztetése.
/T[:]c,nn      Alapértelmezett választás nn mp után. (Pl: 15 ennyi másodpercig vár a kezelő gombnyomására)
szöveg         A megjelenítendő karakterlánc
ERRORLEVEL a megnyomott billentyű választékban elfoglalt helye

### CLS
Képernyő törlése. (a parancsfájlokban is)

### COLOR
A képernyő háttér és betű színét lehet megváltoztatni
 példa: color 17
Kék alapon fehér szöveg.
További információhoz írjuk be a color /a ill. a color \? parancsot.

### COMMAND
Parancsértelmező rendszer fájl. Ez biztosítja a DOS készenléti jelet (C:> Elindítja a Windows parancsértelmező egy új példányát.
COMMAND [[meghajtó:]útvonal] [eszköz] [/E:nnnnn] [/L:nnnn] [/U:nnn] [/P] [/MSG] [/LOW] [/Y [/[C|K] parancs]]
[meghajtó:]út A COMMAND.COM-ot tartalmazó könyvtár megadása
eszköz       A parancsbemenethez és -kimenethez használt eszköz.
/E:nnnnn     A kezdő környezet méretének beállítása nnnnn bájtra. (az nnnnn 256 és 32768 közötti érték legyen).
/L:nnnn      A belső pufferhossz mérete (a /P kapcsolóval együtt használt) (az nnnn 128 és 1024 közötti érték legyen).
/U:nnn       A bemeneti puffer hossza (a /P kapcsolóval együtt használt). (az nnn 128 és 255 között legyen).
/P           Az új parancssor állandóvá tétele (nem lehet kilépni).
/MSG         Az összes hibaüzenet tárolása a memóriában (a /P-vel együtt).
/LOW         A COMMAND rezidens adatai az alsó memóriaterületen maradnak.
/Y           A parancsfájl léptetése a /C vagy a /K kapcsoló szerint
/C parancs   Végrehajtja a megadott parancsot, majd visszatér.
/K parancs   Végrehajtja a megadott parancsot, és folytatja a futást.

### COMP
Két megadott fájl összehasonlítása.
 példa: COMP [1.fájl] [2.fájl]
Tanács: Érdemes nem a teljes útvonalat

(pl. C:\PENZ\SOK\ELAD\MARCELL\1\2\3\4\5\6\7.txt)

beírni, hanem előbb a CD (vagy a CHDIR)

paranccsal a könyvtárba navigálni.
Például ezekkel a parancsokkal:
CHDIR C:\PENZ\SOK\ELAD\MARCELL\1\2\3\4\5\6

COMP 7.txt 8.txt

### COPY
Lehetővé teszi a fájlok másolását, összefűzését - más néven is.(copy régifájl.név újfájl.név)
COPY [/A|/B] forrás [/A|/B] [+forrás [/A|/B] +… [cél] /B [/V] [/Y|/-Y]
forrás   A másolandó fájl(ok) megadása.
/A       A fájl ASCII szövegfájl.
/B       A fájl bináris fájl.
cél      Az új fájl(ok) könyvtár-, illetve fájlnevének megadása.
/V       Ellenőrzés az új fájlok írásakor.
/Y       A megerősítés kérés kikapcsolása létező fájlok felülírásakor.
/-Y      A megerősítés kérés bekapcsolása létező fájlok felülírásakor.
A /Y kapcsolót előre be lehet állítani a COPYCMD környezeti változóban. Ez felülbírálható a parancssorban a /-Y kapcsolóval.
Fájlok hozzáfűzéséhez célként adj meg egyetlen fájlt, de forrásként több fájlt (helyettesítő karakterek vagy a fájl1+fájl2+fájl3 alak használatával).

### COPY CON
Szöveges fájlt hoz létre a kívánt kiterjesztéssel, amely közvetlen ezután szerkeszthető a parancssorban.
COPY CON [a létrehozandó fájl megnevezése.kiterjesztés]
 példa:

COPY CON A:PROBA.TXT

Ez az elso sor.

Ez a masodik sor.

Ez pedig a harmadik.

^Z
A sorok befejezésekor nyugodtan lehet enter-t ütni, a fájlt lezárni az F6 funkcióbillentyű+ENTER paranccsal, vagy a CTRL+Z+ENTER billentyű kombinációval lehet.

### CTTY
Az elsődleges I/O eszközöket változtatja meg.(PRN;LPT1;CON;AUX:stb.)

### DATE
A dátum beállítása. (a gép által kiírt minta szerint)

### DBLSPACE
Lemezegység tömörítése.

### DEBUG
Nyomkövető, hibakereső segédprogram.

### DEFRAG
Újrarendezi a lemezen tárolt adatokat.
(Win95-től csak a Windowsban lévő 'Töredezettség mentesítő'-t használd)

### DEL
Törli a fájlokat. (A parancsfájlokban is használhatod.) {ERASE}

### DELOLDOS
Törli az előző DOS mentését.( OLD_DOS.1 )

### DELTREE
Könyvtár és annak összes alkönyvtárát törli, a parancsfájlokban is.
Egy vagy több fájl és könyvtár törléséhez:
DELTREE [/Y] [meghajtó:]elérési út meghajtó:elérési út…
/Y                     Elnyomja az alkönyvtár törlésének megerősítését kérő szöveget.
[meghajtó:]elérési út] a törlendő könyvtár nevét adja meg.
Figyelem: A DELTREE parancsot körültekintően kell használni. A megadott könyvtárban lévő összes fájl és könyvtár törlődik.
Megjegyzés: A Windows NT (Windows 2000, Windows XP, Windows Server, és Windows Vista) alapú rendszerekben nem működik, helyette a rd/s parancs használható.

### DIR
Képernyőre listázza a könyvtárakat és fájlokat. (dir /p)
Használata:
DIR [meghajtó:][elérési út][fájlnév] [/P] [/W] [/A[[:]attribútumok]][/O[[:]rendezés]] [/S] [/B] [/L] [/V] [/4]
[meghajtó:][útvonal][fájlnév] Megadja a listázandó meghajtót, könyvtárat, illetve fájlokat. (Lehet bővített fájlmegadás vagy több fájl megadása is.)
/P Várakozás minden képernyő után
/W Több oszlopos listázási formátum használata
/A A megadott attribútumú fájl megjelenítése, attribútumok:
A Archiválandó fájlok
D Könyvtárak
H Rejtett fájlok
R Írásvédett fájlok
S Rendszerfájlok
- logikai NEM előtag
/O A fájlok rendezett sorrendű listázása rendezés:
N Név szerint (ábécérendben)
S Méret szerint (előbb a kisebbek)
E Kiterjesztés szerint (ábécérendben)
D Dátum és idő szerint (előbb a korábbiak)
G Előbb a csoportkönyvtárak
- Fordított sorrend (előtag)
A A legutóbbi hozzáférés szerint (előbb a korábbiak)
/S Adott könyvtárban és alkönyvtáraiban lévő fájlok megjelenítése (rekurzív)
/B Egyszerű formátum (fejléc és összegzés nélkül
/L Kisbetűk használata
/V Részletes mód
/4 Négyjegyű évszámok (/V-vel együtt hatástalan).
A DIRCMD környezeti változóban előre be lehet állítani kapcsolókat.
Az előre beállított kapcsolókat kötőjellel (-) lehet felülbírálni;
 példa: /-W.
A DIR parancs nem jeleníti meg az APPEND paranccsal hozzárendelt mappák tartalmát.
 példa: Kilistázza az összes rejtett fájlt: dir *.* /ah
 példa: Kilistázza az összes rejtett fájlt az alkönyvtárakból is:
```
      dir *.* /ah /s
```

 példa: Kilistázza az összes .C kiterjesztésű állományt név szerint
```
      rendezve, képernyőoldalakra tördelve: dir *.c /s /on /p
```

### DISKCOMP
Két hajlékony lemez összehasonlítása.
 példa: discomp a: a:
Lásd még a DISKCOPY-nál

### DISKCOPY
Egy floppy tartalmát másolja (egy másik) floppyra,
 példa: diskcopy a: a:
Ilyenkor a gép utasításait követve cserélgetni kell a lemezeket.
Ha van két floppy meghajtód, akkor
 példa: diskcopy a: b:, vagy diskcopy b: a: is lehetséges.

### DOSKEY
Lehetővé teszi a készenléti jel mögé írt parancsok szerkesztését, visszahívását, makrók készítését.

### DOSSHELL
MS-DOS Shell teljes képernyős prg-ját indítja.

### DRVSPACE
Lemezegység tömörítése.

### ECHO
A parancsok képernyőre kiíratásának engedése/tiltása.(on/off)
Szöveg kiírása a képernyőre. (pl:echo helo)

### EDIT
Szövegszerkesztő MS-DOS módban ASCII fájl (parancsfájlok, levelek, e-mailek) készítésére.

### EMM386
UMB használatot biztosít (kiterjesztett memória).(A confyg.sys fájlban használható az EMM386 bővített memória-támogatás be- és kikapcsolására)
EMM386 [ON | OFF | AUTO] [W=ON | W=OFF]
ON    Az EMM386.EXE illesztőprogram aktiválása vagy
OFF   felfüggesztése,
AUTO  automatikus módba állítása.
W=ON  A Weitek koprocesszor-támogatás bekapcsolása.
W=OFF A Weitek koprocesszor-támogatás kikapcsolása.

### ERASE
Töröl egy, vagy több fájl-t. (DEL)

### EXIT
Megszakítja a másodlagos parancsfeldolgozó működését.

### EXPAND
Install lemezek tömörített állományainak kibontása.(forrás cél)
 példa:

### FASTHELP
Listázza a DOS parancsokat, ez amit most olvasol.(rövid súgó)

### FASTOPEN
Állományok gyors elérését teszi lehetővé.

### FC
Összehasonlít két állományt-különbséget megjeleníti.

### FDISK
A merevlemez Konfigurálása (kialakítása) a felhasználás előtt - DOS.
FDISK [/STATUS] /X
/STATUS A partíció adatainak megjelenítése
/X Kiterjesztett lemezkezelés kihagyása. Akkor használd, ha lemez hozzáférési vagy veremtúlcsordulási üzenetek jelennek meg.

### FIND
A megadott állományokban keres fájlokat (Alt+F7). Fájlban vagy fájlokban lévő szöveges karakterlánc keresése
FIND [/V] [/C] [/N] [/I] "karakterlánc" megh:[út]fájlnév…
/V Az összes sor megjelenítése, amely NEM tartalmazza a karaktereket.
/C Csak a karaktereket tartalmazó sorok számának megjelenítése
/N Sorszám megjelenítése a sorok mellett
/I A kis- és nagybetűket nem veszi figyelembe kereséskor.
"karakterlánc" A keresendő szöveges karakterláncot adja meg.
[meghajtó:][útvonal]fájlnév A keresendő fájl(ok) megadása
Ha nincs megadva elérési út, akkor a FIND a parancssorban beírt vagy egy másik parancsból kapcsolt szöveget keres.

### FOR
Speciális DOS parancsok futtatása. (elsősorban a parancsfájlokban.) Megadott parancs futtatása egy fájlhalmaz minden egyes fájlján
FOR %változó IN (halmaz) DO parancs [parancsparaméterek]
%változó              Cserélhető paraméter megadása
(halmaz)              Fájlhalmazok megadása. Helyettesítő karakterek is használhatók.
parancs               A fájlokon végrehajtott parancsok megadása
[parancsparaméterek]  A megadott parancs paramétereit, vagy kapcsolóit adja meg.
A FOR parancs parancsfájlban a változót a %%változó szintaxissal kell megadni %változó helyett.

### FORMAT
Lemezek formattálását teszi lehetővé.(format a:)
FORMAT megh: [/V[:címke]] [/Q] [/F:méret] [/B | /S] [/C]
FORMAT megh: [/V[:címke]] [/Q] [/T:sáv /N:szektor] [/B | /S] [/C]
FORMAT megh: [/V[:címke]] [/Q] [/1] [/4] [/B | /S] [/C]
FORMAT megh: [/Q] [/1] [/4] [/8] [/B | /S] [/C]
/V[:címke]  A kötetcímke megadása
/Q          Gyorsformázás
/F:méret    A formázandó hajlékonylemez mérete(például 160, 180, 320, 360, 720, 1,2, 1,44, 2,88).
/B          Helyfoglalás a lemezen a rendszerfájlok számára
/S          A rendszerfájlok másolása a formázott lemezre
/T:sáv      A sávok száma oldalanként
/N:szektor  A szektorok száma sávonként
/1          Egyoldalas hajlékonylemez formázása
/4          5.25''-es, 360 kB-os lemez formázása nagy sűrűségű meghajtóban
/8          Sávonként nyolc szektor formázása
/C          A jelenleg rossznak megjelölt szektorcsoportok tesztelése
/X          Kötet leválasztásának kényszerítése
/U          UNFORMAT. Nem készül visszaállítási információ.
 példa:FORMAT megh: [/V] [:címke] [/Q] [/U] [/S]
FORMAT C: /Q /U /S  -  (rendszerlemez készítése)

### GRAPHICS
Betölt a memóriába egy prg-t, mely lehetővé teszi a képernyő nyomtatását.

### HELP
Helyzettől függő súgórendszert aktivizál (Ezt a súgót olvashatod vele angol nyelven).

### INTERLNK
Eszközvezérlő gép-gép közti párhuzamos és soros porti átvitelhez.

### INTERSVR
Indítja az INTERLNK servert eszközvezérlő gép-gép közti átvitelhez.

### KEYB
Az országra jellemző billentyűzet beállítása. Billentyűzet konfigurálása egy megadott nyelvhez
KEYB [xx[,[yyy][,[meghajtó:][útvonal]fájlnév]]] [/E] [/ID:nnn]
xx                          Kétbetűs billentyűzetkód megadása.
yyy                         A karakterkészlet kódlapjának megadása.
[meghajtó:][útvonal]fájlnév A billentyűzetdefiniáló fájl megadása.
/E                          Bővített billentyűzet megadása.
/ID:nnn                     A használt billentyűzet megadása.

### LABEL
Lemezek címkézése, vagy a címke törlése.

### LH
Programok felső memóriaterületre irányítása. (egyenlő a loadhigh utasítással)

### LOADFIX
A hagyományos memória első 64K-ja után töltjük be a programot.

### LOADHIGH
Programok felső memóriaterületre irányítása. (LH)
LOADHIGH [meghajtó:][útv]fájlnév [paraméterek]
LOADHIGH [/L:terület1[,min. méret1][;terület2[,min. méret2]…] /S[meghajtó:][útv.]fájlnév [paraméterek]
/L:terület1[,minimális méret1][;terület2[,minimális méret2]]…
A memória azon területét adja meg, amelybe a programot be kell tölteni. A terület1 az első memóriaterület; minméret1 megadja a terület1 minimális méretét, ha van ilyen. A Terület2 és a
minméret2 megadja a második terület számát és méretét, ha van ilyen. Tetszés szerinti terület adható meg.
/S A program betöltése során minimálisra zsugorítja az UMB méretét.
[meghajtó:][útvonal]fájlnév     A program helyét és nevét adja meg.
 példa:
LH /L:0,1 C:\TOOLS\SMARTDRV A- B- C+ /N /U /V /E:1024 /B:512

### MD
Könyvtár létrehozása parancssorból és parancsfájlokban is.

### MEM
A memória felhasználás kiíratása a képernyőre.
MEM [/CLASSIFY | /DEBUG | /FREE | /MODULE modulnév] [/PAGE]
- /CLASSIFY vagy /C

A programokat a memóriahasználat szerint osztályozza. Felsorolja a programok méretét, összefoglalást ad a használt memóriáról és kiírja a legnagyobb memóriablokkot.
- /DEBUG vagy /D

Megjeleníti a memóriában lévő összes modul, belső illesztőprogram állapotát és egyéb információkat.
- /FREE vagy /F

A szabad memória méretét jeleníti meg, mind a hagyományos, mind a felső memóriaterületen.
- /MODULE vagy /M

Részletes lista egy modul memóriahasználatáról. A kapcsolót egy modul nevének kell követnie, melyet az /M kapcsolótól nem kötelezően egy kettőspont választ el.
- /PAGE vagy /P Várakozás egy képernyő kiírása után

 példa: mem /c/p 

### MEMMAKER
DOS alatt működő gépeken beállítja a számítógép memóriáját.

### MKDIR
Könyvtár létrehozása. (parancsfájlokban: MD könyvtár)

### MODE
A rendszer I/O eszközeinek beállítására. (MODE 852)
Rendszereszközök konfigurálása
- Nyomtató port:    MODE LPTn[:] [COLS=c] [LINES=l] [RETRY=r]
- Soros port:
- MODE COMm[:] [BAUD=b] [PARITY=p] [DATA=d] [STOP=s] [RETRY=r]
- Eszközállapot:          MODE [eszköz] [/STATUS]
- Nyomtatás átirányítása: MODE LPTn[:]=COMm[:]
- Kódlap előkészítése:
- MODE eszköz CP PREPARE=((yyy[…]) [meghajtó:][útvonal]fájlnév)
- Kódlap kijelölése:      MODE eszköz CP SELECT=yyy
- Kódlap frissítése:      MODE eszköz CP REFRESH
- Kódlap állapota:        MODE eszköz CP [/STATUS]
- Megjelenítési mód:      MODE [monitorcsatoló][,n]
- MODE CON[:] [COLS=c] [LINES=n]
- Gépelési sebesség:      MODE CON[:] [RATE=r DELAY=d]

 példa:
mode con codepage prepare=((852) C:\WINDOWS\COMMAND\ega.cpi)
mode con codepage select=852
keyb hu,,C:\WINDOWS\COMMAND\keybrd2.sys)

### MORE
Képernyőoldalakra tördelve jelenít állományokat.
 példa: |more, vagy /p 

### MOVE
Állományok mozgatása, könyvtárak átnevezése.

### MSAV
Víruskeresés és vírusirtás.
(Ez a víruskereső már a kiadás évében sem volt használható, mert csak nagyon kis számú vírus észlelésére volt képes).

### MSBACKUP
Adatok archiválása és visszaállításuk.

### MSD
Információt ad a hardverekről és a szoftverekről.

### NLSFUNC
A memóriába tölti az országfüggő információkat.

### PATH
A keresési útvonal beállítása, a futtatható fájlokhoz.Futtatható fájlok keresési útjának megjelenítése vagy beállítása
PATH meghajtó:útvonal;…
PATH ;
Az összes keresési útvonal beállítás törléséhez és a Windows arra való utasításához, hogy csak az aktuális könyvtárban keressen, írd be a PATH ; parancsot.
Az aktuális elérési út megjelenítéséhez paraméterek nélkül írd be a PATH parancsot.

### PAUSE
Utasítás a batch fájlokban: megállítja a végrehajtást addig, amíg nem nyomunk le egy billentyűt.

### POWER
Eszközvezérlő (laptop gépek kimélésére)

### PRINT
Háttér nyomtatást végez.(a nyomtatás alatt a gépen dolgozhatunk). Ha a fájlnév kiterjesztése: .prn , akkor a DOSban enterrel nyomtat.

### PROMPT
A parancssor készenléti jelét ( példa: prompt $p$g C:\>) változtathatjuk meg.

### QBASIC
Az MS-DOS QBasic nevű fejlesztői környezetét indítja, amely a Quick Basic egyszerűsített, csak interpreter-módban használható változata.

### RD
Törli az üres könyvtárat.
RMDIR [/S] [/Q] [meghajtó:]elérési út
RD [/S] [/Q] [meghajtó:]elérési út
```
   /S  A megadott könyvtáron kívül eltávolítja a benne lévő összes
       alkönyvtárat és fájlt is. Könyvtárfa eltávolítására
       használatos.
```

```
   /Q  Csendes mód; nincs kérdés, hogy a könyvtárfa eltávolítható-e.
```

### REN
Átnevezi a megadott könyvtárat, vagy fájlt.
 példa: ren mit mire

### RENAME
Átnevezi a megadott fájlt.
 példa: ren réginév újnév

### REPLACE
Azonos nevű fájlok felülírása.

### RESTORE
A BACKUP paranccsal készített mentéseket olvashatjuk vissza.

### RMDIR
Töröl egy üres könyvtárat. (RD)
 példa: rmdir könyvtárnév
rmdir /s kapcsolóval törli a nem üres könyvtárat is

### SCANDISK
Lemezhibák feltárása, javítása.

### SET
A környezeti változók megjelenítését, változtatását teszi lehetővé.

### SETVER
MS-DOS verziótábla memóriába töltése, beállítása.

### SHARE
Többfelhasználós üzemmódban – megosztott elérést biztosít.

### SORT
Bemenet rendezése, eredmény képernyőre, fájlba vagy más eszközre írása.
SORT [/R] [/+n] megh1:[útv1]fájlnév1] [> [megh2:][útv.2]f.név2][parancs |] SORT [/R] [/+n] [> [meghajtó2:][útvonal2]fájlnév2]
- /R   Megfordítja a rendezési sorrendet, azaz Z-től halad A felé, és 9-től a 0 felé.
- /+n  A fájlt az n oszlopban szereplő karakterek szerint rendezi.
- [meghajtó1:][útv.1]f.név1  A rendezendő fájlok megadása
- [meghajtó2:][útv.2]f.név2  Egy fájl meghatározása a rendezett bemenet tárolásához.
- parancs                    Parancs, amelynek a kimenete rendeződik.

### SUBST
Hosszú PATH esetén lehetőséget teremt könyvtárneveket = meghajtó-névként kezelni. Elérési út társítása meghajtó betűjelével
példa: SUBST [meghajtó1: [meghajtó2:]útvonal]
SUBST meghajtó1: /D
 meghajtó1: Virtuális meghajtó, amelyhez útvonalat kell hozzárendelni.
 [meghajtó2:]útvonal Fizikai meghajtó és elérési út, amelyet egy virtuális meghajtóhoz kívánsz hozzárendelni.
/D Helyettesítő (virtuális) meghajtó törlése
A pillanatnyi virtuális meghajtók listájának megjelenítéséhez paraméterek nélkül írd be a SUBST parancsot.

### SYS
Az MS-DOS rendszerfájloknak és a parancsértelmezőnek egy megadott lemezre másolása.
SYS [meghajtó1:][útvonal] meghajtó2:
[meghajtó1:][útvonal] A rendszerfájlok helyének megadása.
meghajtó2: A meghajtó, amelyre a rendszerfájlok fognak kerülni.
 példa: Rendszerlemez készítésénél:(sys a:)
Rendszer lemez formatáláskor: Format a: /u /s
(Rendszerlemezről: sys c:)

### TIME
A rendszer-idő beállítása (a gép által kiírt minta szerint).

### TREE
Megjeleníti a könyvtárak egymáshoz viszonyított elhelyezkedését.

### TYPE
Szöveges fájl tartalmát jeleníti meg a képernyőn.
TYPE [meghajtó:][útvonal]fájlnév

### UNDELETE
A DEL paranccsal töröltek visszaállítására.

### UNFORMAT
Lemez, partíció visszaállítása (floppykon használható). Format a: /u

### VER
Képernyőre írja a rendszer verziószámát.

### VERIFY
Lemezreírás ellenőrzésének engedése/tiltása. (on/off) Azt tudatja a Windows-zal, hogy a lemezre írt fájlokat ellenőrizze-e.
VERIFY [ON | OFF]
Az aktuális VERIFY beállítás megjelenítéséhez írd be a VERIFY parancsot paraméter nélkül.

### VOL
A lemez címkéjét és sorszámát jeleníti meg.

### VSAFE
Vírus ellenőrzés, ha talál, jelez. Csak akkor működik, ha van vírusirtó telepítve.

### XCOPY
Könyvtárak, állományok, könyvtárstruktúra másolása. Fájlokat (kivéve a rejtett és rendszerfájlokat), könyvtárfákat másol.
XCOPY forrás [cél] [/A | /M] [/D:dátum] [/P] [/S] [/E]] [/V] [/W]
forrás    Megadja a másolandó fájl(ok) nevét.
cél       Megadja az új fájlok helyét/nevét.
/A        Fájlokat másol a létező attribútumokkal, nem változtatja meg az attribútumokat.
/M        Fájlokat másol a megadott attribútumokkal, kikapcsolja az archiválandó attribútumot.
/D:dátum  Olyan fájlokat másol, amelyek megváltoztak a megadott dátum óta.
/P        Minden célfájl előtt megerősítést kér.
/S        Könyvtárakat és alkönyvtárakat másol, kivéve az üreseket.
/E        Minden alkönyvtárat másol, még az üreseket is.
/V        Ellenőriz minden új fájlt.
/W        Másolás előtt billentyű lenyomásra vár.